# Parascorpaena mcadamsi
Parascorpaena mcadamsi és una espècie de peix pertanyent a la família dels escorpènids. Va ser descrit pel zoòleg estatunidenc Henry W. Fowler el 1938.

## Descripció
Fa 7 cm de llargària màxima. Els mascles grossos tenen una gran taca de color negre a la part posterior de l'aleta dorsal espinosa (les femelles i els joves no en tenen o és molt tènue).
És un peix marí, associat als esculls de corall i de clima tropical (30N-28°S) que viu fins als 37 m de fondària. Es troba des de l'Àfrica oriental fins a les illes Ducie, les illes Ryukyu, Rapa (illes Australs), Palau i les illes Marshall. S'amaga en els esculls de corall durant el dia i, generalment, només s'observa durant la nit.
És inofensiu per als humans.